# Yin Wen
Yin Wen (chinesisch 尹文, Pinyin Yǐn Wén), auch Yin Wen zi (chinesisch 尹文子) genannt (* um 360 vor Chr.; † um 280 v. Chr.), war ein chinesischer Philosoph aus der Zeit der Streitenden Reiche. Er war Mitglied der Jixia-Akademie (chinesisch 稷下學宮, Pinyin Jìxià xúegōng) im alten Staat Qi, dem geistigen Zentrum der damaligen chinesischen Welt.
Weil er ähnliche Lehren wie der ebenfalls der Jixia-Akademie angehörende Philosoph Song Jian (chinesisch 宋鈃) vertrat, wurden sie als die Song-Yin-Schule (chinesisch 宋尹学派) bezeichnet. Seine Schriften sind bereits seit langem verloren.

## Yinwenzi
Das heutige Buch Schriften des Meisters Yin Wen (Yin Wen zi; chinesisch 尹文子) wird späteren Verfassern zugeschrieben.